# Березівська загальноосвітня школа (Талалаївський район)
Бере́зівська ЗОШ І-ІІІ ступенів — школа с. Березівка Талалаївського району Чернігівської області

## Історія закладу
15 жовтня 1838 в селі Березівка, яке, на той час, було адміністративним центром Березівської волості Прилуцького повіту Полтавської губернії, у хаті-сторожці при Михайлівській церкві почала діяти церковно-приходська початкова школа.
Спочатку у школі навчалось 12-20 школярів. Вчителями були піп та дяк, які за правилами «О первоначальном обучении», затвердженими указом «Священного синоду» від 29 жовтня 1836, навчали дітей «закону Божию, чтению, письму и счету».
Спочатку навчання велося без зошитів і підручників. Навіть не в усіх учнів були грифельні дошки, на яких писали і рахували в класі і записували домашні завдання.
На той час вчителями і опікунами школи були дворянин  Михайло Трифановський, отець Гаврило Кохановський, дворянин Земницький Іван. Збереглося ім'я одного із перших учнів школи Омеляненка Сави Арсентійовича 1830 року народження. 1839 за відмінне навчання він отримав псалтир в нагороду з написом «За усердие».
Церковно-приходська школа при Михайлівській церкві проіснувала до 1912. В останній рік тут навчалось всього 15 учнів. Вчителькою була Власенко Олександра Григорівна, а Закон Божий викладав піп Сохацький Григорій.
З утворенням Березівської волості в 1815 будується службовий будинок волосного управління. Поряд з ним волосне і сільське зводить громадський будинок. Тут у 1878 відкривається «земское начальное училище». Школа знаходиться у віданні Прилуцької повітової земської управи. Попечителем школи був Зімницький Валентин Дмитрович. Земська управа постачала до школи підручники, інвентар, паливо. Навчальний рік в школі розпочинався 1 жовтня і закінчувався 1 травня.
В школі викладали російську мову, арифметику, церковно-слов'янську мову, Закон Божий, чистописання і правопис. Увага зверталась на те, щоб учні добре засвоїли читання і чистописання. За даними на 1902 тут навчалось 181 хлопець і 19 дівчат.
Протягом 1909–1911 при допомозі Прилуцької повітової управи на гроші виділені громадою села, будується школа на Осередку. Тут восени 1912 відкрилось початкове трьохкласне училище. Першим завом і вчителем був Стороженко Микола Васильович. Він працював вчителем 53 роки.
В перші роки Радянської влади школа була чотирьохрічною. А з 1921 — семирічною. Навчання велося в школі на Осередку і в приміщенні колишньої земської школи. З 1922 школу перемістили в парк в центрі села в будинок поміщика Трифановського (завідував школою В. М. Лисенко). Школи на Осередку і в хуторі Співакове продовжували діяти як початкові.
З 1938–1939 н.р. Березівська школа стає середньою. Першим директором був Ткачов Митрофан Глібович. В той час в ній працювало 28 вчителів, навчалось 420 учнів. Школа розміщалась в 5 приміщеннях.
У 1987 було пущено в дію добудову до школи в парку. З цього часу всі учні стали навчатись в одному приміщенні.

## Видатні випускники
- Композитор Коляда Микола Терентійович
- Художник Коляда Борис Терентійович
- Співачка Співак Галина Йосипівна
- Бандуристи Співак Федір Іванович, Луценко Віктор Олександрович
- Кандидати наук Федір Науменко і Борис Науменко
- Герой Радянського Союзу Кузьменко Микола Іванович
- герой-підпільник Кочубей Григорій Самсонович.